# Deborah Ajakaiye
Deborah Ajakaiye, född 1940, är en nigeriansk geolog. Hon blev 1980 Nigerias första kvinnliga fysikprofessor.
Ajakaiye tog kandidatexamen vid Universitetet i Ibadan 1962, en master-examen vid Universitetet i Birmingham, och slutligen en doktorsexamen vid Ahmadu Bello University 1970. Under sin karriär har hon arbetat vid både Universitetet i Ibadan och University of Jos, och hennes forskning har främst inriktat sig på Nigerias naturresurser, såsom uran, olja, naturgas, kol och grundvatten.